# Guy de Lubersac
Louis Guy Marie Jean de Lubersac est un homme politique français, né le 20 janvier 1878 à Paris (Seine) et mort le 15 avril 1932 dans la même commune.

## Biographie

### Jeunesse et études
Guy de Lubersac effectue ses études secondaires au lycée Janson-de-Sailly. Il est titulaire d'une licence de droit et d'un diplôme de l'École libre des sciences politiques.

### Parcours politique
Il est maire de Faverolles en 1904. Mobilisé dans l'aviation pendant la guerre, il a plus de 40 combats aériens à son actif, mais aussi de nombreuses blessures dont il finira par décéder, en 1932.
Il est sénateur de l'Aisne de 1920 à 1932, inscrit au groupe de la Gauche républicaine. Il est très actif sur les questions des réparations de guerre et de l'aéronautique. En 1924, il est vice-président de la commission de l'armée, où il suit les questions aéronautiques. De 1930 à 1932, il est secrétaire du Sénat et président de la commission des Régions libérées.
Ses obsèques sont célébrées dans l'église de Saint-Cloud.

## Distinctions
- Croix de guerre 1914–1918.
- Officier de la Légion d'honneur (1919).
- Médaille d'or de l'Aéro-Club de France

## Sources
1. ↑  Qui êtes-vous?: Annuaire des contemporains; notices biographiques, C. Delagrave, 1783 (lire en ligne)

- « Guy de Lubersac », dans le Dictionnaire des parlementaires français (1889-1940), sous la direction de Jean Jolly, PUF, 1960 [détail de l’édition]